# Antigua Guatemala
Pour les articles homonymes, voir Antigua et Guatemala (homonymie).
Antigua Guatemala, plus connue sous le nom d'Antigua, est l'ancienne capitale du Royaume de Guatemala. Elle est connue pour son architecture coloniale de style baroque et de Renaissance espagnole et pour ses ruines causées par les deux tremblements de terre de 1773.

## Situation géographique
Antigua se situe dans la vallée de Panchoy, encerclée par les volcans de Agua, de Fuego et d'Acatenango, dans le département actuel de Sacatepéquez au centre du Guatemala.

## Histoire
Elle est fondée par les Espagnols en 1543, sous le nom de Santiago de los Caballeros de Guatemala, dans le but de devenir la troisième capitale du Royaume de Guatemala. Le conquistador Bernal Díaz del Castillo, ancien compagnon de Hernán Cortés, en est longtemps le gouverneur. Elle est reconnue, en se développant durant le Siècle d'or, comme la troisième plus belle ville des Indes espagnoles. Elle accueille un temps la troisième université du continent, la Universidad de San Carlos de Borromeo, fondée en 1676, dont les locaux accueillent aujourd'hui un musée et une salle pour concert classique.
Comme pour beaucoup de villes coloniales d'Amérique latine, le plan de la ville est hippodamien, constitué de rues qui se croisent à angle droit autour d'une place principale.
À de nombreuses reprises la ville est victime de séismes. C'est par cette violence de la nature, dévastant la cité espagnole d'Antigua et l'ensevelissant sous les ruines d'un tremblement de terre, que la cité perd son statut : après le séisme de 1773, le gouvernement espagnol décide de déplacer la capitale dans un autre lieu. Elle conserve ainsi depuis son aspect de l'époque. En 1976, un nouveau séisme détruit aussi plusieurs églises.

## Édifices remarquables
- Le palais des Capitaines-Généraux, construit en 1549 - 1558, plusieurs fois reconstruit, fut le siège du gouvernement de toute l'Amérique centrale (le royaume de Guatemala comportait le Chiapas (dans le Sud du Mexique), le Guatemala, le Belize, le Salvador, le Honduras, le Nicaragua et le Costa Rica). Il est aujourd'hui occupé par la préfecture, l'hôtel de police et l'office du tourisme (Inguat). Il présente une imposante façade à colonnades, en grande partie d'origine.
- L'ancienne cathédrale Saint-Joseph, sur le côté est de la place d'Armes, inaugurée en 1680 sur l'emplacement d'une église du XVIe siècle après une période de construction de onze ans perturbée par les séismes. On peut en admirer la façade baroque. Le reste est en ruines.
- L'hôtel de ville, au nord de la place d'Armes, l'un des rares édifices d'Antigua à ne s'être jamais écroulé lors des tremblements de terre. Il abrite le musée de Santiago, qui expose des meubles, des armes et des objets de l'époque coloniale, et le musée du Vieux livre.
- Las Capuchinas, ou couvent des Capucines fondé par des religieuses madrilènes, terminé en 1736 sous la direction de Diego de Porres[1], l'architecte en chef de la ville. Les cellules monastiques sont disposées autour d'un patio circulaire.
- L’église de La Merced (en), construite au XVIe siècle, détruite, puis restaurée. La façade baroque actuelle date du XIXe siècle, et a été restaurée récemment. Elle se caractérise par des motifs décoratifs en stuc blanc sur fond jaune. Dans les ruines du monastère se trouve une grande fontaine, avec une vasque de 27 mètres de diamètre.
- L’église Saint-François, qui héberge les restes de saint Pierre de Betancur et est à ce titre considérée sanctuaire archidiocésain par l’archidiocèse de Santiago de Guatemala.

## Centres d'intérêt

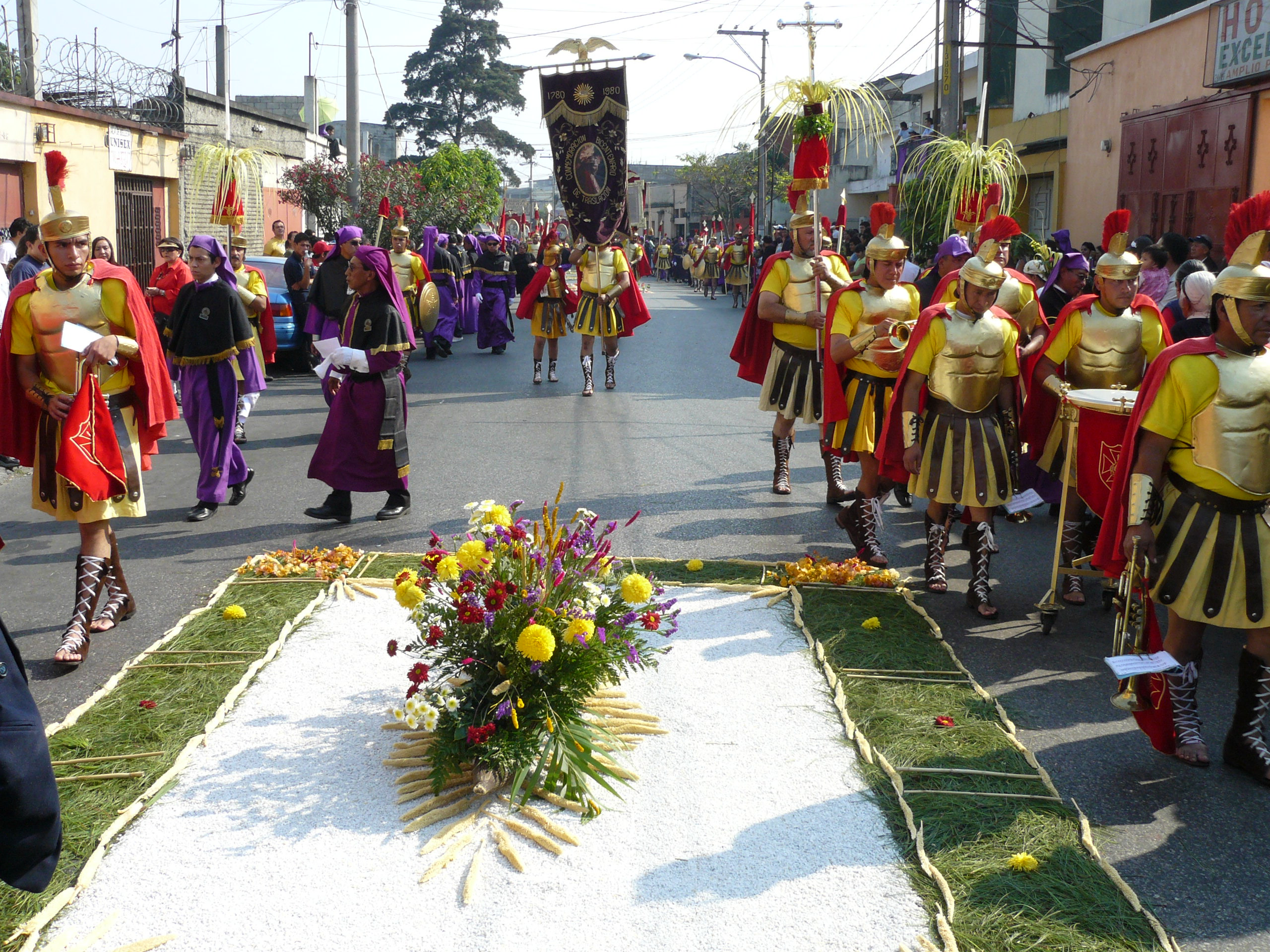
Tapis de fleurs pour la procession du Dimanche des Rameaux.

La ville, qui est inscrite depuis 1979 sur la liste du patrimoine mondial de l'UNESCO, est aujourd'hui à la fois un centre touristique et un lieu d'apprentissage de l'espagnol pour de nombreux étrangers en particulier d'Amérique du Nord.
La Semaine sainte est célébrée avec processions et tapis de fleurs.
La ville est aussi connue pour sa production de café : de nombreuses plantations proposent des visites guidées (Café Azotea, Café Filadelphia...). Antigua compte aussi de nombreux artisans chocolatiers (Chocolalala, Fernando...) et un musée du cacao et du chocolat dont l'entrée est gratuite.

## Personnalités
- Rafael Landivar (1731-1793), prêtre jésuite, et poète national du Guatemala est né à Antigua Guatemala.

## Galerie

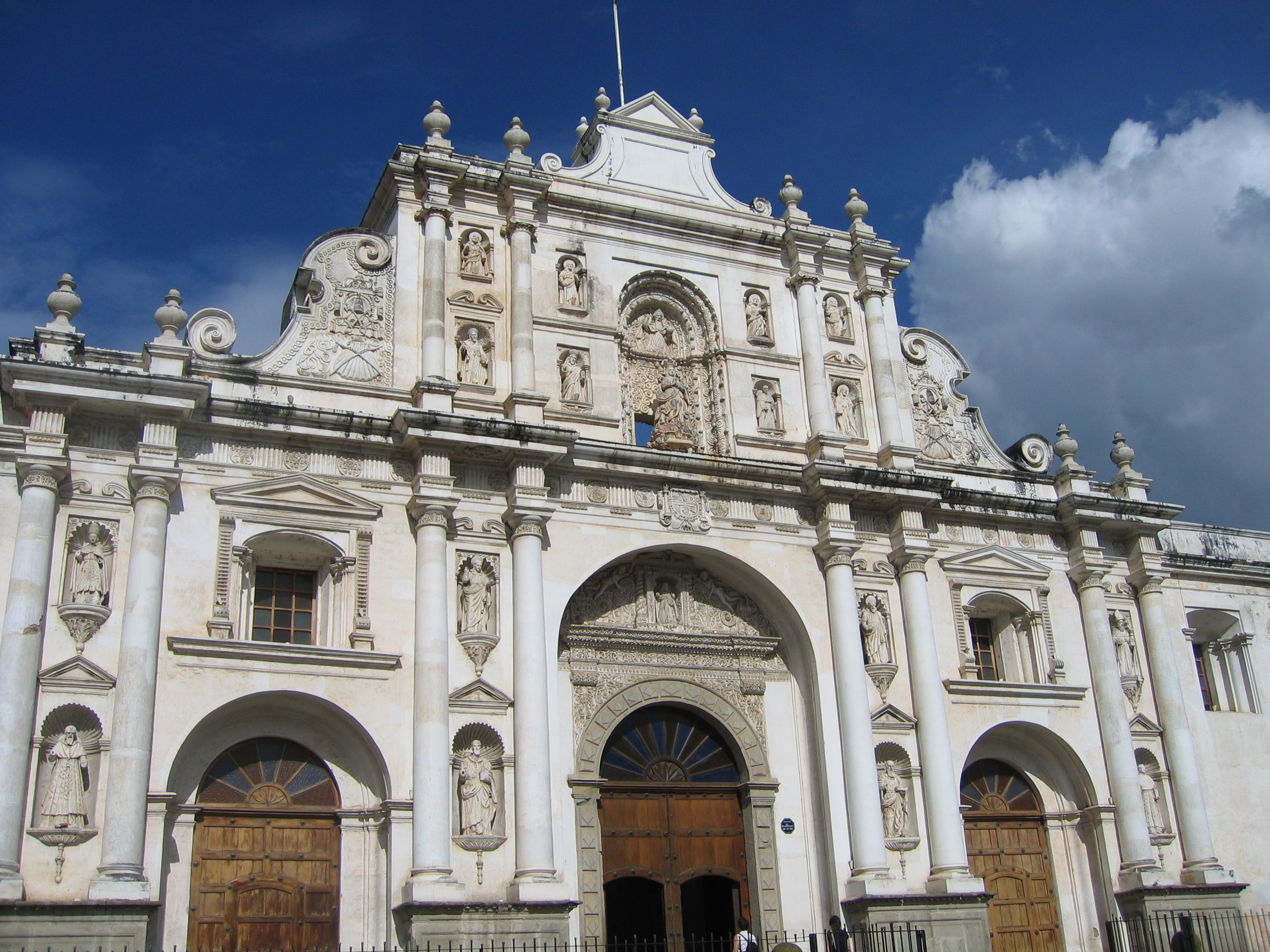
Ancienne cathédrale.
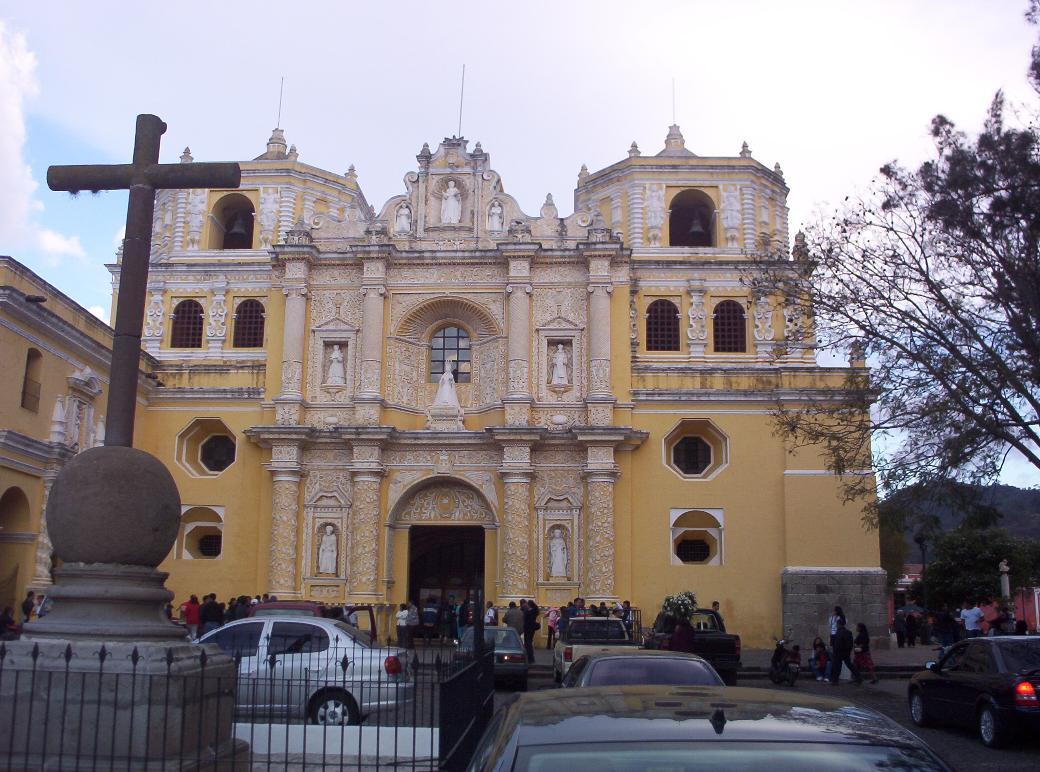
Église de La Merced.
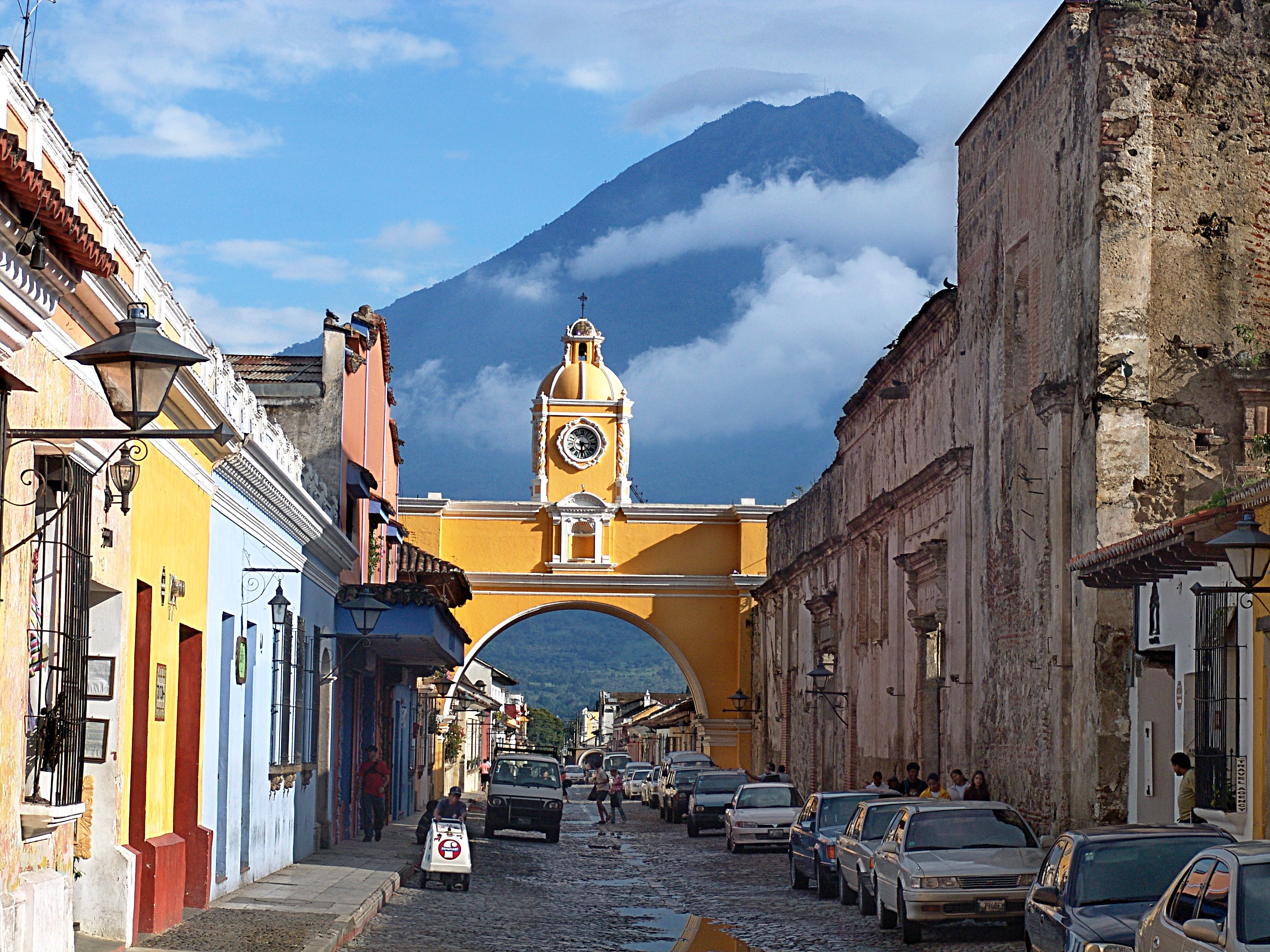
Arc de Santa Catalina.
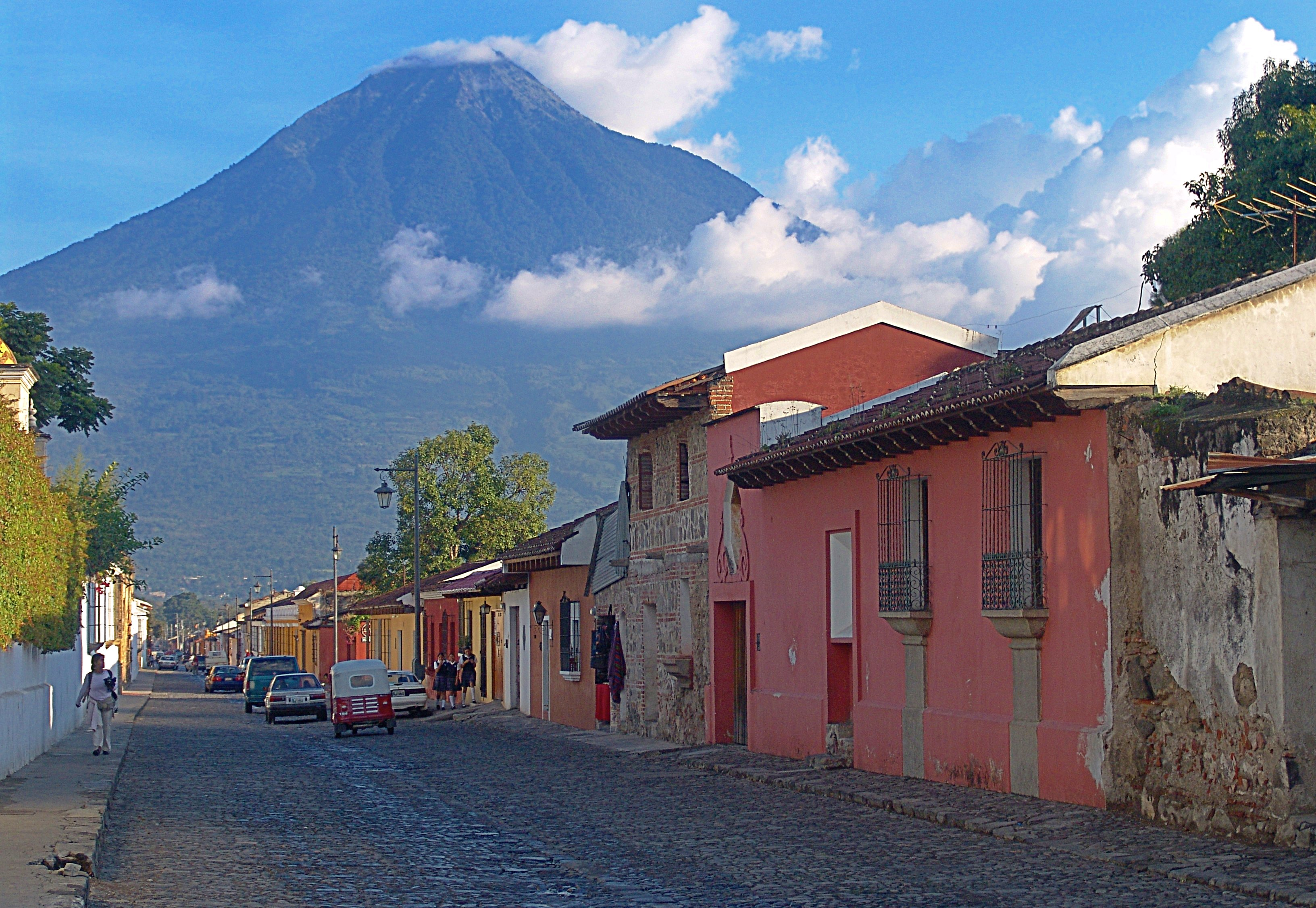
Rue d'Antigua.
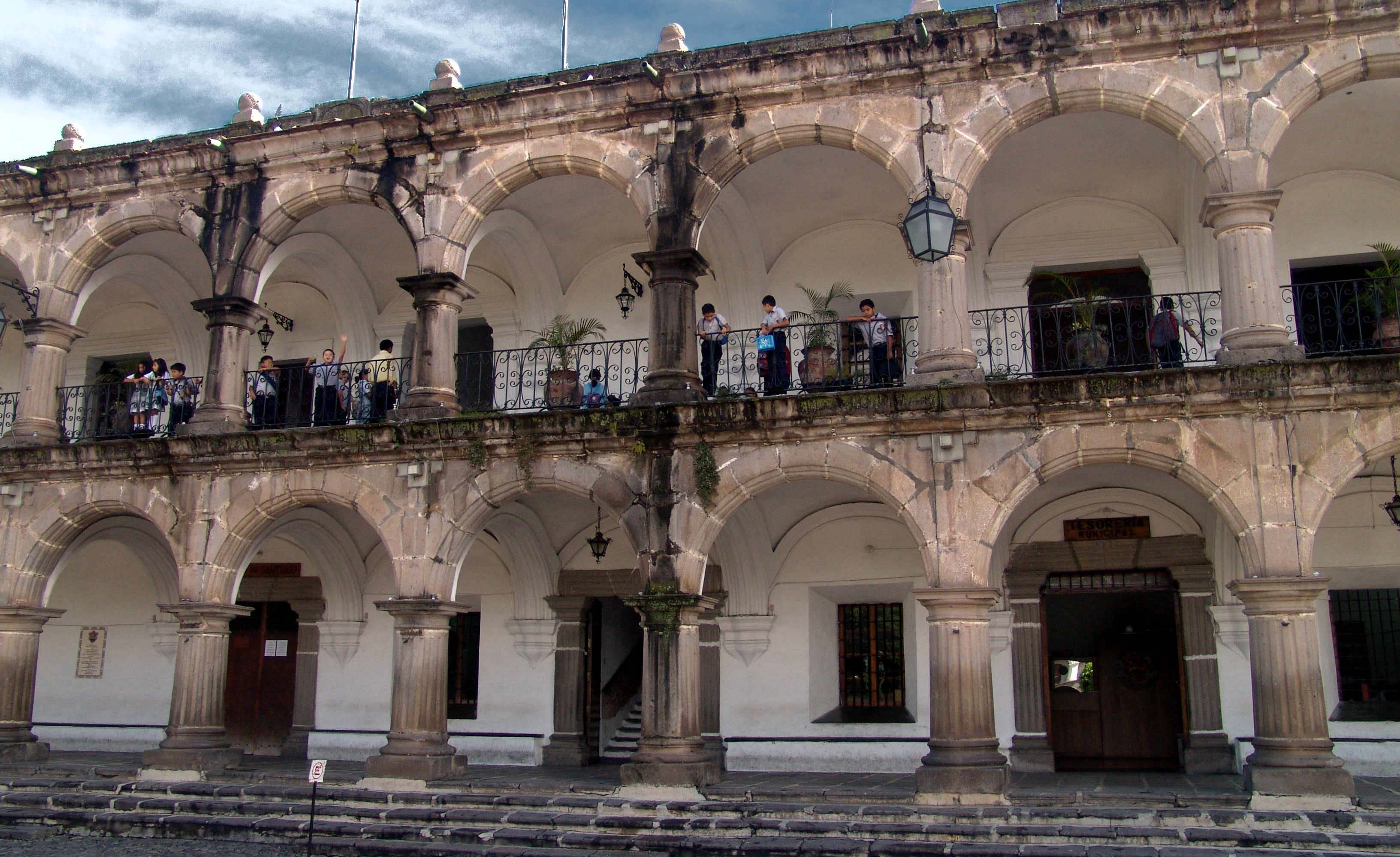
Ancien Palais National.
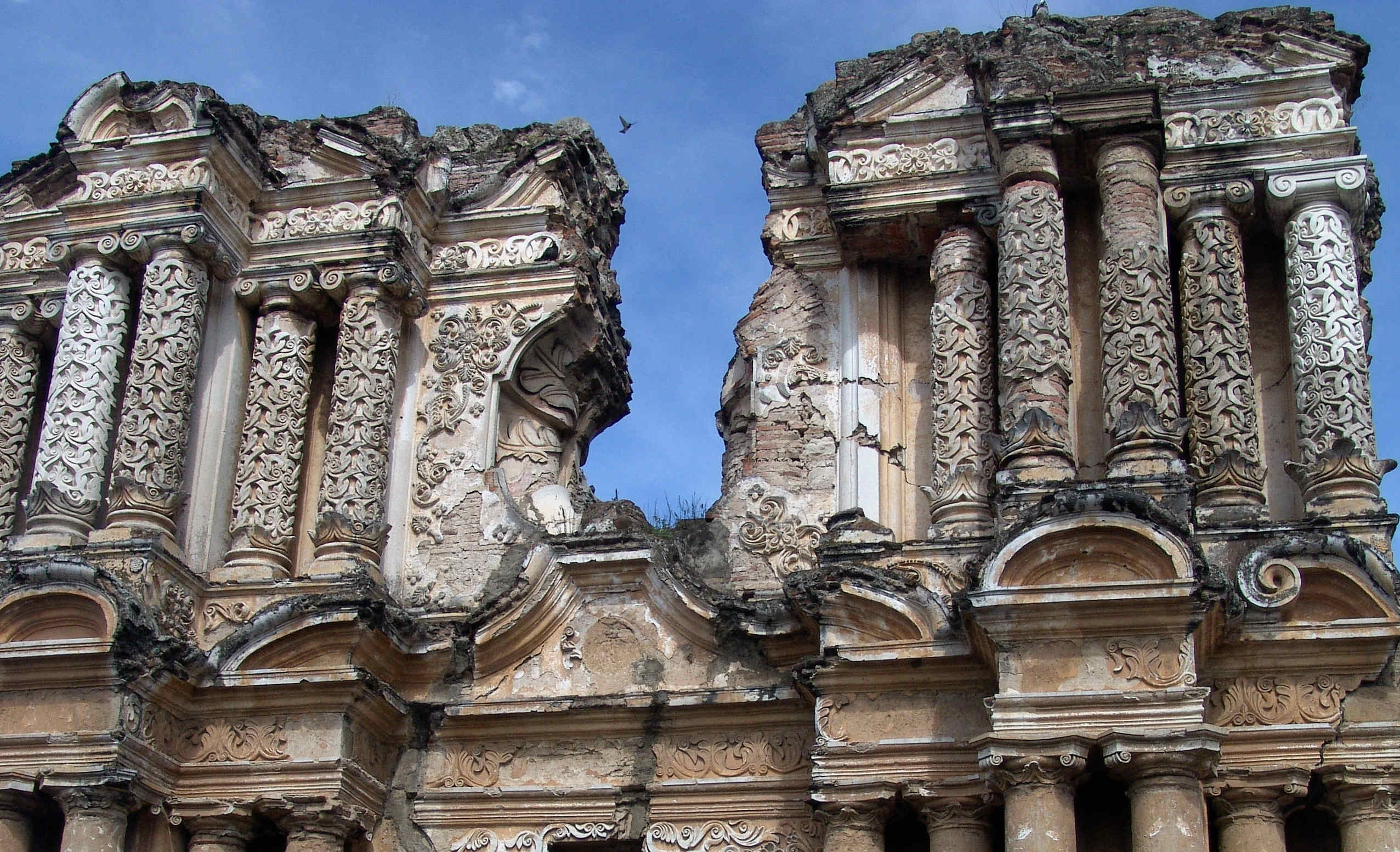
Colonnes en ruine.
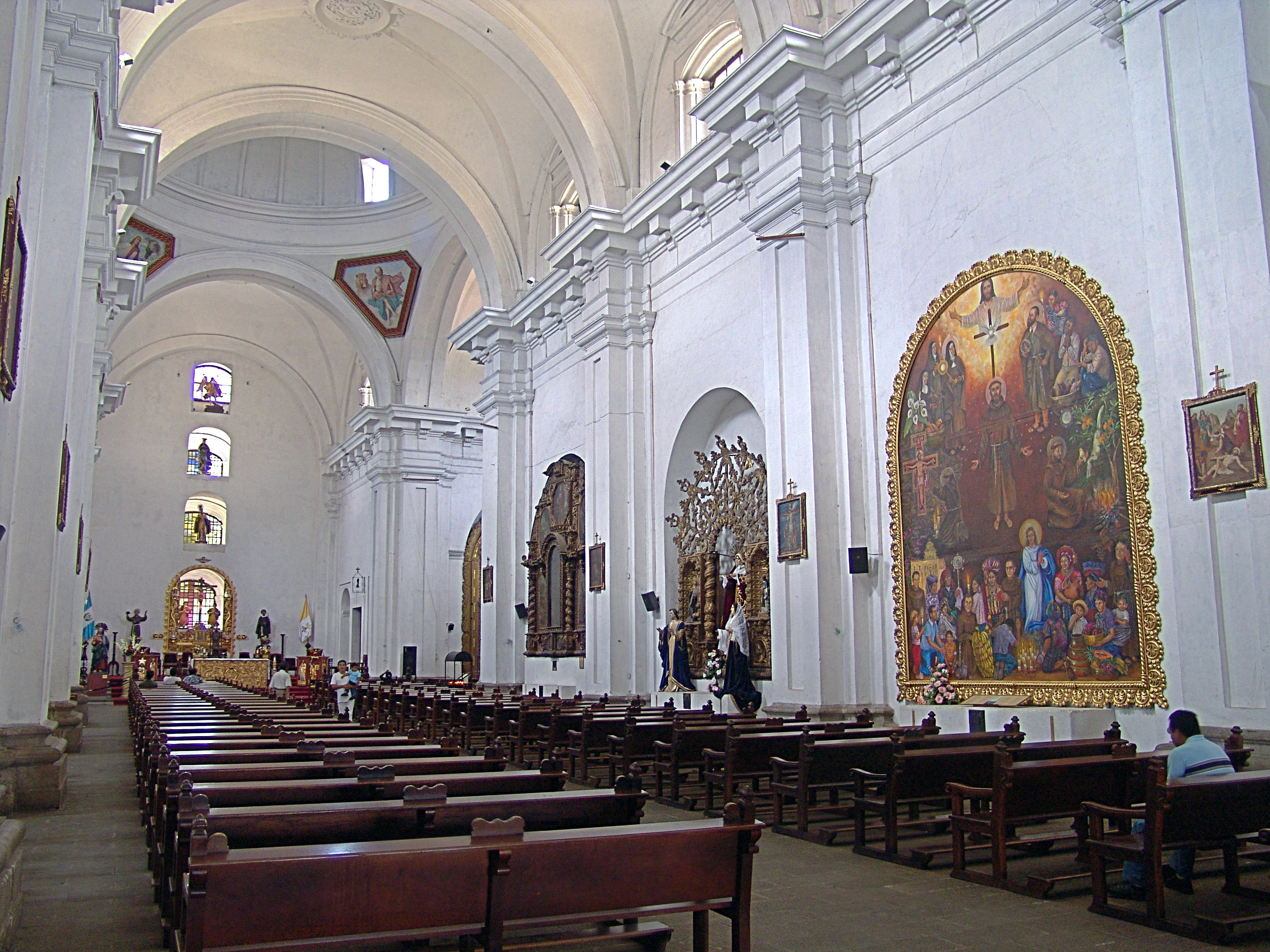
Intérieur de la cathédrale.
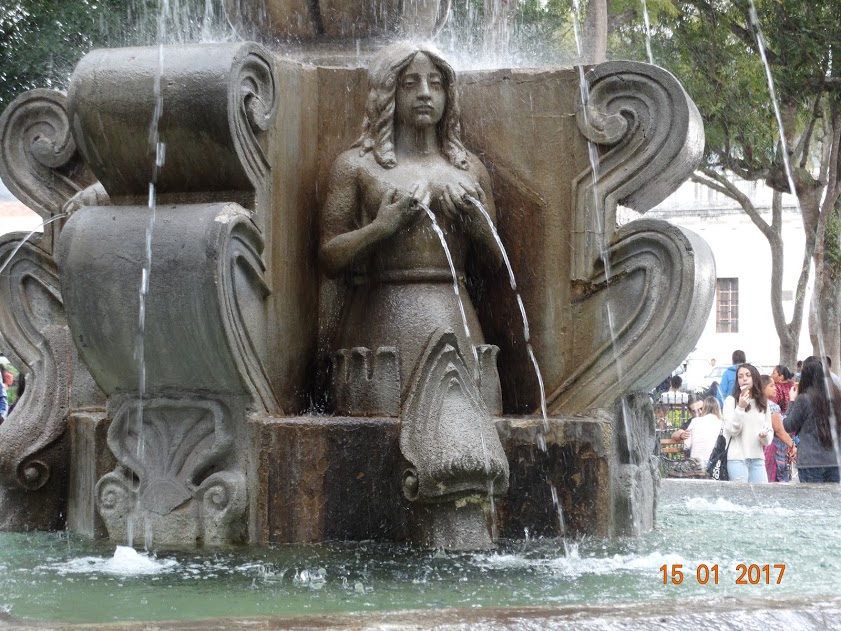
La fontaine.
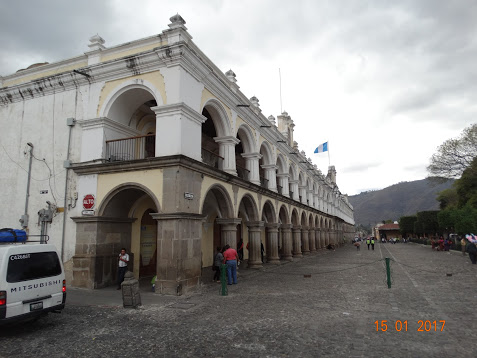
Palais des capitaines
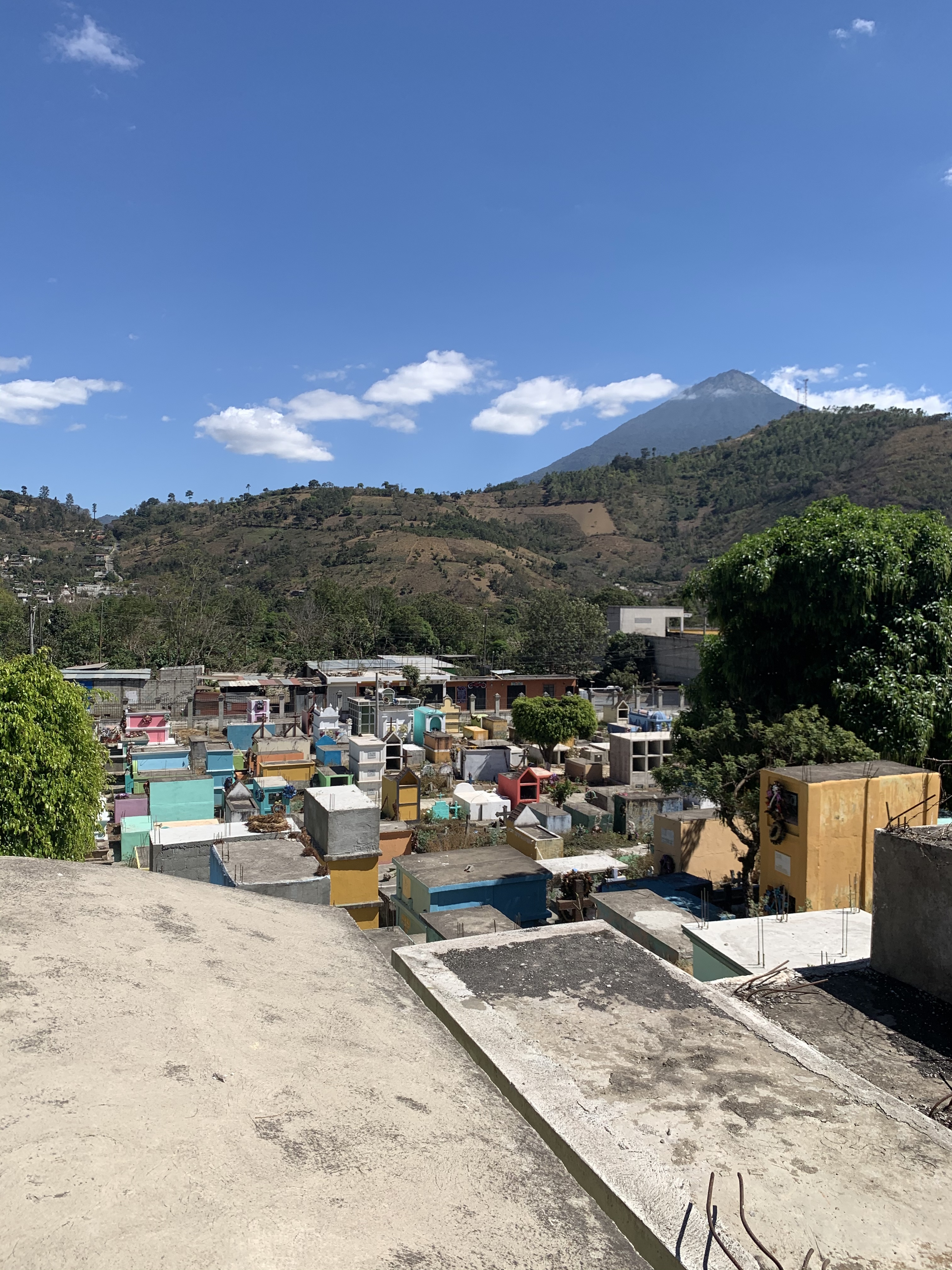
Le cimetière de Santa Catarina Barahona
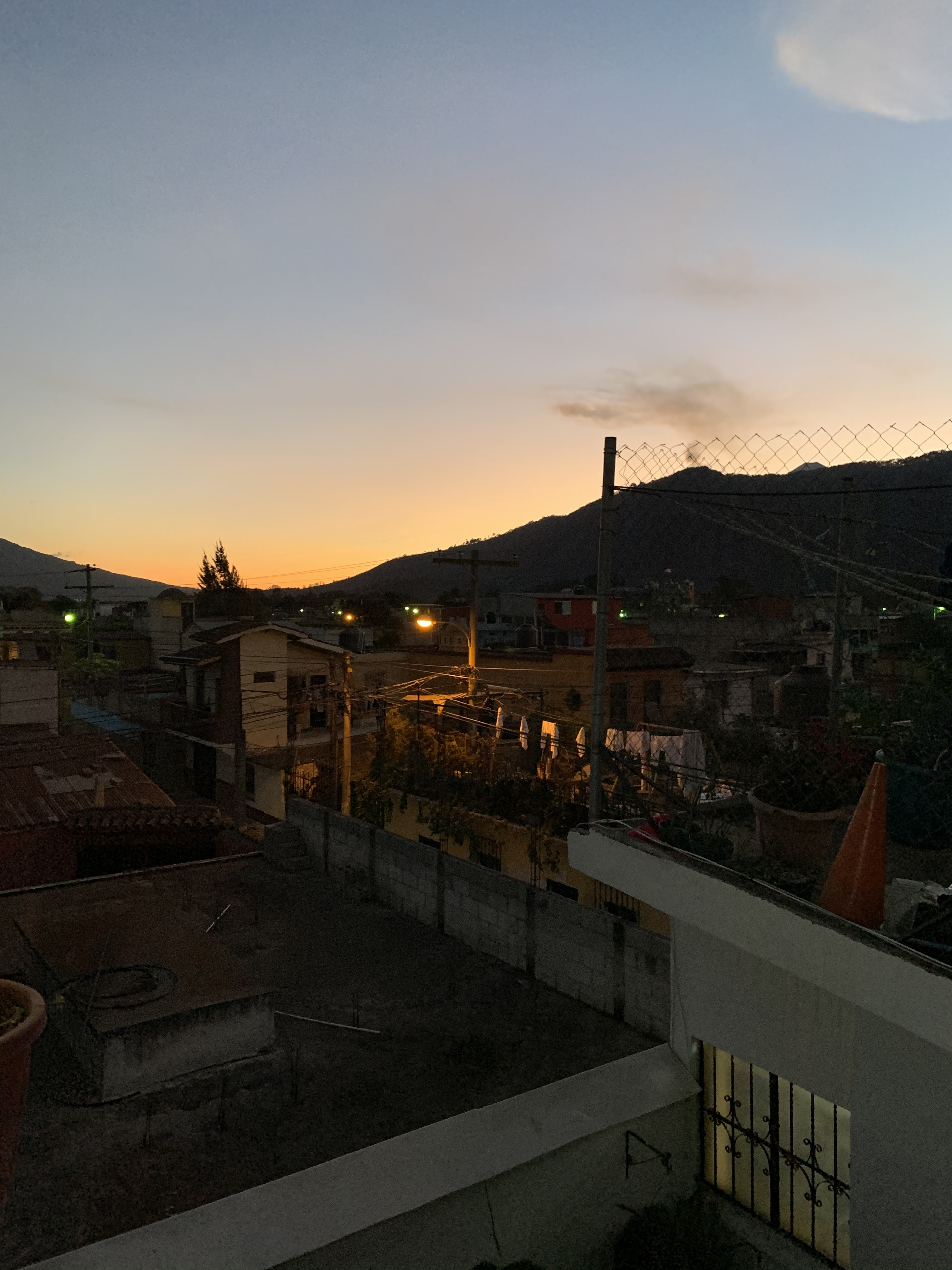
La ville d'Antigua la nuit
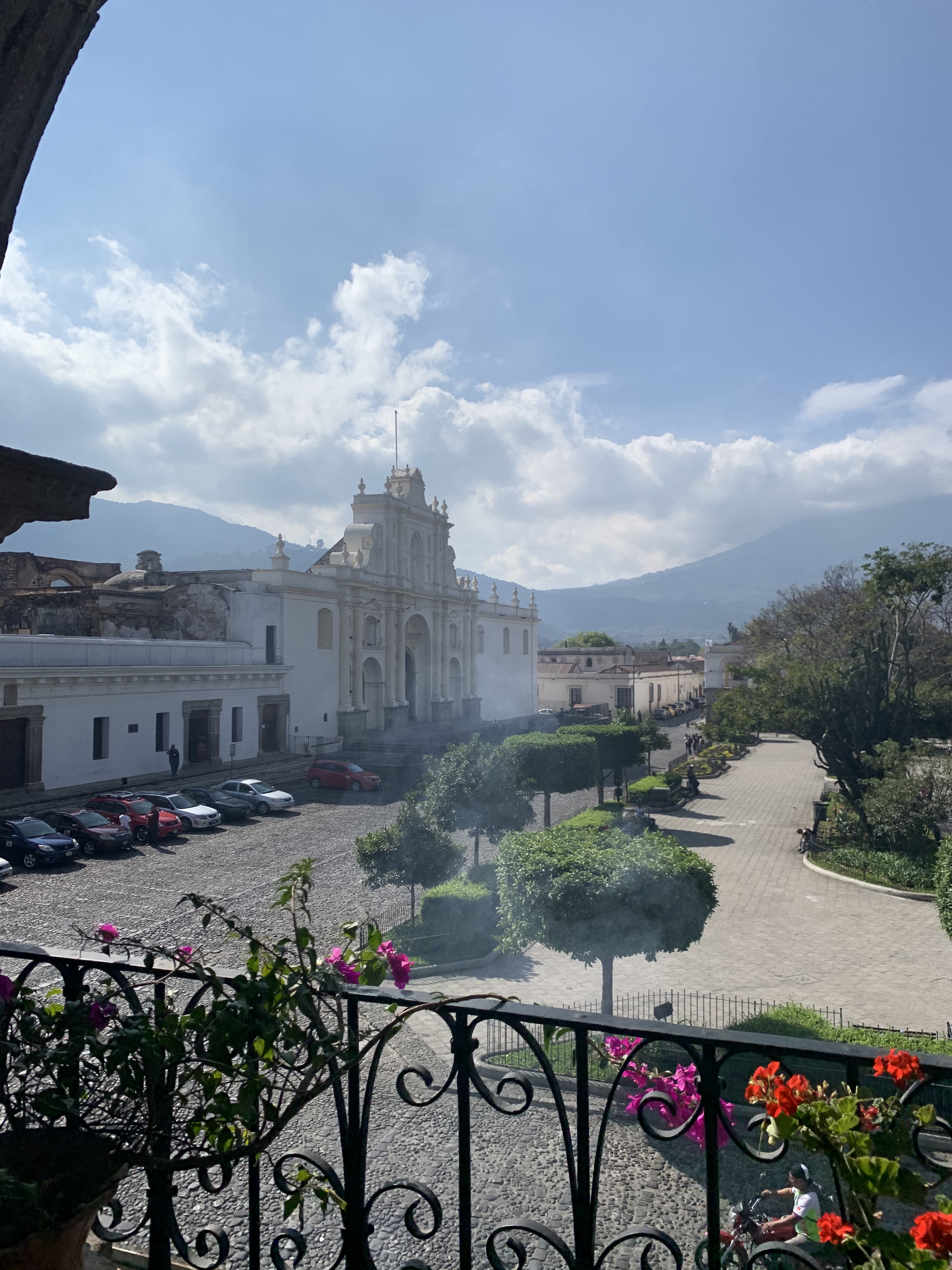
Parque Central Antigua
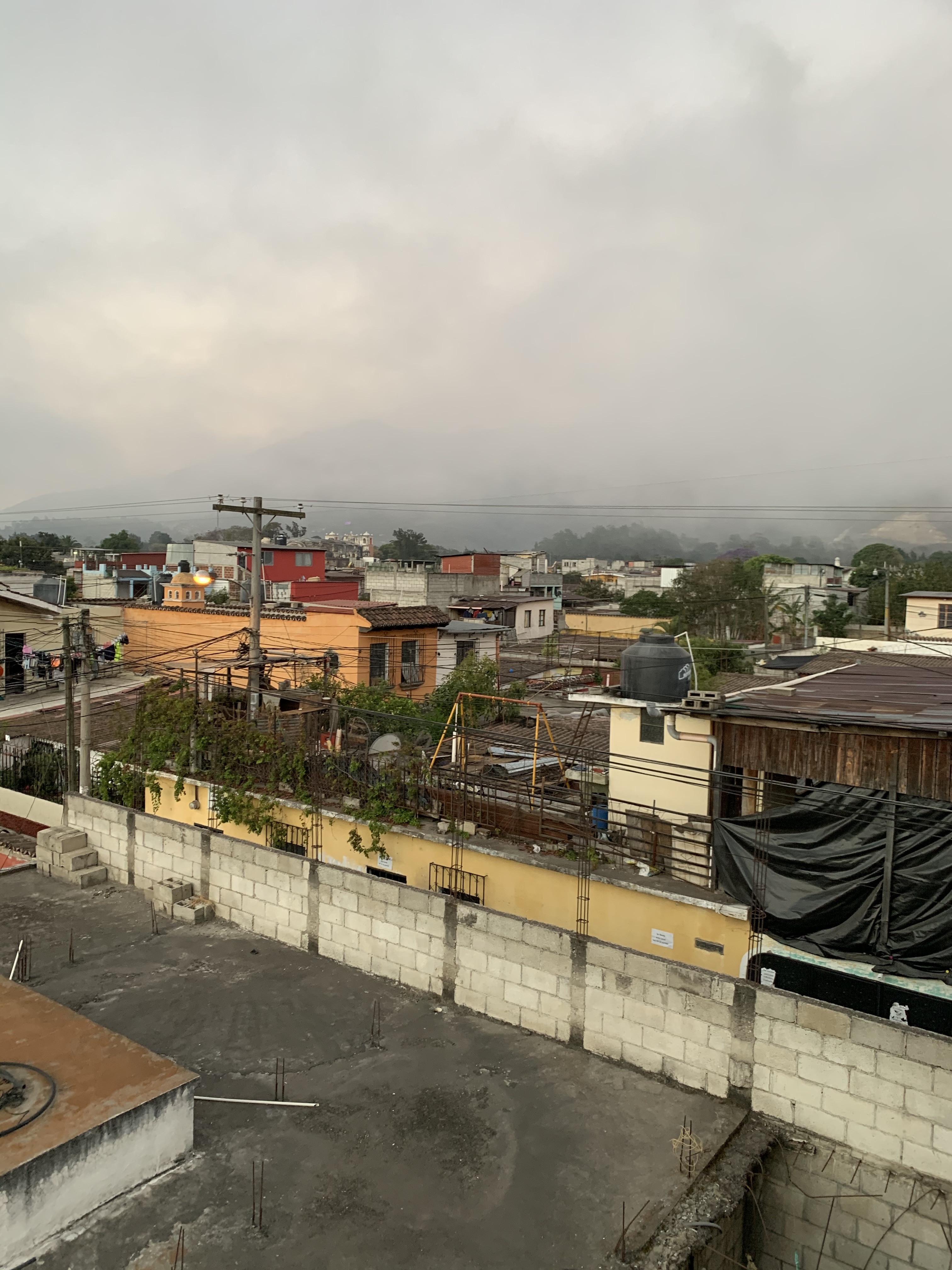
Vue de la ville d'Antigua
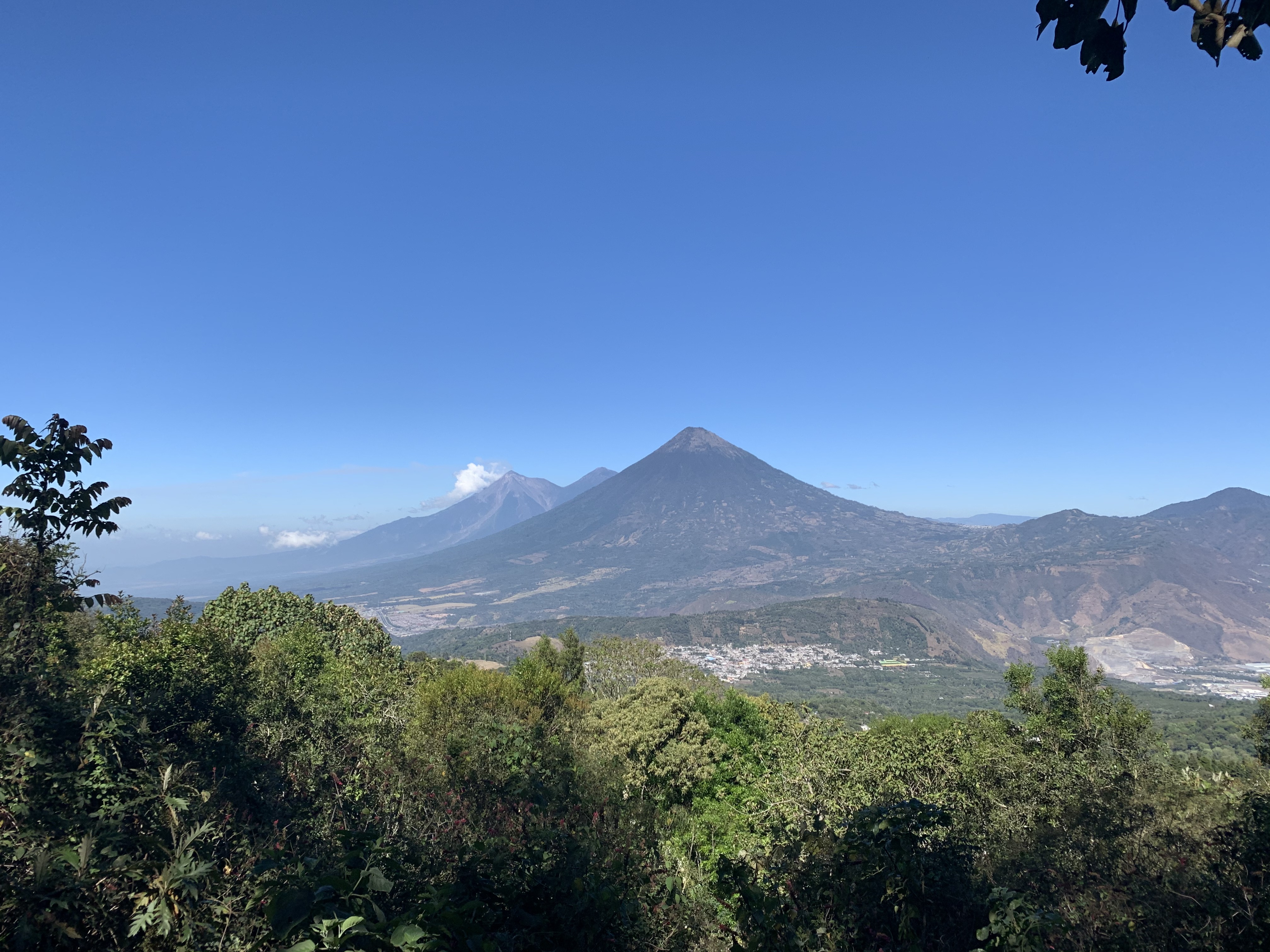
San Vicente Pacaya